# Suontakasværdet
Suontakasværdet (finsk: Suontaan miekka) er et middelaldersværd fundeti en kvindegrav i Tyrväntö i Finland i 1968. Graven er fra omkring 1030, og sværdet blev sandsynligvis brugt i 900-tallet. Sværdets greb, pommel og parerstang er af bronze. Sværdet bliver betragtet som unikt for sin tid.
I graven blev der også fundet et helt smykkesæt, et andet sværd og forskellige andre genstande. Landsbyen Suontaka ligger i Häme, hvor der er gjort mange fund af sværd. Tiden, hvor sværdet var i brug, var en blomstrende men voldelig tid i området.
Sværdet er udstillet på Finlands Nationalmuseum i Helsinki.